# Max Kennedy Horton
Admiral Sir Max Kennedy Horton, GCB, DSO med to bjælker (29. november 1883 – 30. juli 1951) var en britisk ubådskaptajn i 1. verdenskrig og øverstkommanderende for Western Approaches i sidste halvdel af 2. verdenskrig, hvor han havde ansvaret for den britiske deltagelse i Slaget om Atlanten. 

## Første verdenskrig
Horton mødte på Royal Navys officersskole "Britannia Royal Naval College" d. 15. september 1898. Ved 1. verdenskrigs udbrud havde orlogskaptajn Horton kommandoen over en af de første britiske oceangående ubåde. Ved daggry den 13. september 1914 torpederede han den tyske lette krydser SMS Hela 10 km sydvest for Helgoland. Hela blev ramt midskibs af to torpedoer, affyret fra 550 meters afstand. Bortset fra 2 mand blev hele hendes besætning reddet af den tyske ubåd U-18 og et andet tysk skib. Selv om de blev forfulgt det meste af dagen af tyske flådeenheder lykkedes det HMS E9 at nå sikkert til Harwich. Da de sejlede ind i havnen indledte Horton traditionen blandt britiske ubådsbesætninger med at hejse sørøverflaget efter en sænkning. 
Tre uger senere sænkede Horton den tyske destroyer S 116 ud for mundingen af Ems-floden. For sænkningen af krydseren og destroyeren blev Horton tildelt Distinguished Service Order (DSO). Horton blev sendt til Østersøen som en del af en britisk ubådsflotille, der skulle forhindre transporten af svensk jernmalm til Tyskland. Horton sænkede yderligere en destroyer og et antal handelsskibe samt beskadigede panserkrydseren SMS Prinz Adalbert. Mens dette foregik blev Horton den 31. december 1914 forfremmet til kommandørkaptajn. 
I 1917 fik Horton tildelt bjælke til sin DSO for den lange og udmattende tjeneste med kommandoen over de oversøiske ubåde. Tre år senere, som kommandør, blev han tildelt en yderligere bjælke til sin DSO for den fremragende tjeneste som leder af ubådsflotillen i Østersøen.  

## Mellemkrigsårene
I 1920'erne var Horton kaptajn på den lette krydser HMS Conquest og på slagskibet HMS Resolution. Den 17. oktober 1932 blev Horton forfremmet til kontreadmiral med slagskibet HMS Malaya som flagskib. Tre år senere overtog han kommandoen over 1. krydsereskadre med HMS London som flagskib. Efter at være blevet udnævnt til viceadmiral i 1937 havde han kommandoen over reserveflåden (overtallige krigsskibe oplagt i fredstid). 

## Anden verdenskrig
Ved udbruddet af 2. verdenskrig fik Horton kommandoen over den såkaldte Nordlige Patrulje, som opretholdt søblokaden af Tyskland i havet mellem Orkney og Færøerne.
I 1940 fik han kommandoen over alle undervandsbåde baseret på de Britiske Øer, selv om han havde en langt højere rang end denne post traditionelt havde været beklædt med. Det skyldtes et nyt regulativ som fastslog, at chefen for undervandsbådene skulle være en officer, som havde gjort tjeneste på ubåde under 1. Verdenskrig. Hortons biograf kontreadmiral William S. Chalmers, giver udtryk for, at denne regel blev gennemført med det ene formål at sikre at Horton var en af de få, der var kvalificeret til denne post. Så stort var ønsket i admiralitetet om at få Horton til at sætte skub i ubådsvåbenet. 
Horton flyttede sit hovedkvarter fra Aberdour, hvor han var under opsyn af flådeledelsen i Scapa Flow til Northways i det nordlige London, officielt fordi han ønskede en friere hånd til at lede sin kommando, men efter sigende fordi Northways lå i nærheden af nogle af hans foretrukne golfbaner. Det siges at Horton, som var en ivrig golfspiller, nåede at spille en runde golf næsten hver dag under krigen.
Efter at være blevet forfremmet til admiral den 9. januar 1941 blev Horton udpeget til øverstkommanderende for Western Approaches Command (havområdet fra Storbritanniens vestkyst til Islands længdegrad) den 17. november 1942. Her gennemførte han en række taktiske ændringer i den måde eskorteskibene skulle anvendes. Udover det eksisterende eskortegruppesystem, hvor en gruppe krigsskibe havde til opgave at lave en forsvarsring rundt om en konvoj, oprettede Horton nogle nye uafhængige støttegrupper, som også ledsagede konvojerne, men havde større frihed til at forfølge ubåde til det yderste, selv om det betød at man forlod konvojen i længere tid, end det blev anset for acceptabelt for eskortegrupperne. 
Hortons støttegrupper viste sig afgørende for slaget i foråret 1943, ved at det flyttede presset over på ubådene og knuste moralen i de tyske ubåde gennem vedvarende og succesfulde modangreb. Sammen med sin forgænger, Admiral Sir Percy Noble, fik Horton en stor del af æren for sejren. 
I august 1945 blev Max Horton efter eget ønske sendt på pension, så der kunne blive plads til at forfremme yngre officerer. Han fik tildelt et Knight Grand Cross of the Order of the Bath.
Under 2. verdenskrig blev en anti-ubådstrawler tildelt navnet HMS Commander Horton.